# Perdita (lune)
Pour les articles homonymes, voir Perdita.
Perdita, officiellement Uranus XXV Perdita, désignation provisoire S/1986 U 10, est un satellite naturel d'Uranus, plus précisément un satellite intérieur du groupe de Portia. Il fut découvert par Erich Karkoschka (en) en 1999 sur des photos prises par Voyager 2 en 1986. Peu de choses sont connues sur Perdita en dehors de son orbite, sa taille et son albédo.

## Découverte et confirmation

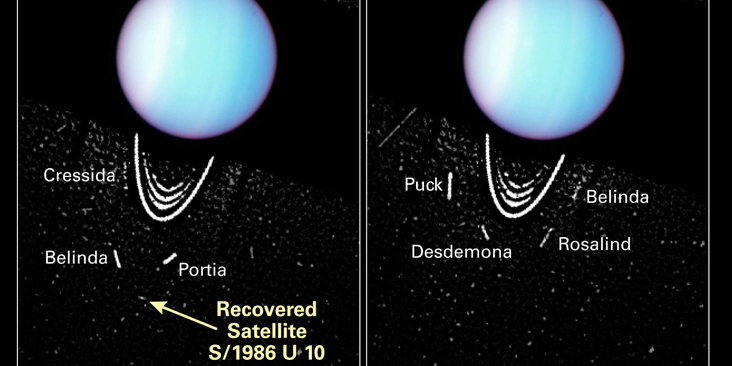
À gauche, Perdita (S/1986 U 10) photographié par Hubble en 2003, confirmant son existence.

La découverte de Perdita puis la confirmation de son existence ne furent pas simples.
Les premières images de Perdita furent prises par la sonde spatiale Voyager 2 en 1986, la plus ancienne connue remontant précisément au 18 janvier 1986. Cependant, contrairement aux autres satellites découverts grâce au survol d'Uranus par la sonde spatiale, Perdita ne fut repéré que treize ans plus tard, en 1999, lorsque Erich Karkoschka (en) compara les images prises par Voyager 2 avec celles prises par le télescope spatial Hubble,.
La découverte de Perdita fut alors annoncée le 18 mai 1999,. Cependant, parce que l'orbite n'était pas de bonne qualité et suspicieusement semblable à celle de Belinda[réf. nécessaire], et qu'aucune photographie supplémentaire du satellite n'avait pu être obtenue pour confirmer son existence, l'Union astronomique internationale décida de le rayer de la liste officielle en décembre 2001. Cependant, le 25 août 2003, le télescope spatial Hubble prit des photos où le satellite fut retrouvé à la position attendue, confirmant ainsi finalement son existence,.

## Désignation et nom
À la suite de sa découverte en 1999, l'objet reçut la désignation provisoire S/1986 U 10, en tant que dixième satellite naturel découvert autour d'Uranus sur des photographies prises en 1986.
Après sa réobservation en 2003, il reçut la désignation permanente Uranus XXV, puis le nom Perdita. Ce nom, qui est celui de la fille (en) de Leontes (en) et Hermione dans la pièce Le Conte d'hiver de William Shakespeare, fait aussi écho à son statut temporaire de satellite perdu puisque le mot latin perdita signifie « perdue ».

## Caractéristique orbitales
L'orbite de Perdita se situe entre celle de Belinda et celle de Puck. Les observations susmentionnées de Hubble montrent que Perdita n'a pas un simple mouvement képlérien autour d'Uranus, mais est clairement situé dans une résonance 43:44 avec Belinda, située tout près. Perdita est aussi situé près d'une résonance 8:7 avec Rosalinde,.
Perdita appartient au groupe de Portia, qui comprend également Bianca, Cressida, Desdémone, Portia, Juliette, Cupid, Rosalinde et Belinda. Ces satellites ont des orbites et des propriétés photométriques similaires.

## Caractéristiques physiques
Perdita a un rayon de 15 kilomètres et un albédo géométrique de 0,08.

### Circulaires de l'UAI
- [IAUC 7171] (en) Daniel W. E. Green, « S/1986 U 10 », IAU Circular, no 7171,‎ 18 mai 1999 (ISSN 0081-0304, lire en ligne).

- [IAUC 8194] (en) Daniel W. E. Green, « Satellites of Uranus », IAU Circular, no 8194,‎ 3 septembre 2003 (ISSN 0081-0304, lire en ligne).

### Articles scientifiques
- [Karkoschka 2001H] (en) Erich Karkoschka (en), « Comprehensive Photometry of the Rings and 16 Satellites of Uranus with the Hubble Space Telescope » [« Photométrie exhaustive des anneaux et des 16 satellites d'Uranus avec le télescope spatial Hubble »], Icarus, vol. 151, no 1,‎ 2001, p. 51–68 (DOI 10.1006/icar.2001.6596, Bibcode 2001Icar..151...51K).
- [Karkoschka 2001V] (en) Erich Karkoschka (en), « Voyager's Eleventh Discovery of a Satellite of Uranus and Photometry and the First Size Measurements of Nine Satellites » [« Onzième découverte d'un satellite d'Uranus par Voyager et photométrie et premières mesures de taille de neuf satellites »], Icarus, vol. 151, no 1,‎ 2001, p. 69–77 (DOI 10.1006/icar.2001.6597, Bibcode 2001Icar..151...69K).

- Mark R. Showalter et Jack J. Lissauer, « The Second Ring-Moon System of Uranus: Discovery and Dynamics » [« Le deuxième système anneau-lune d'Uranus : découverte et dynamique »], Science, vol. 311, no 5763,‎ 17 février 2006, p. 973–977 (PMID 16373533, DOI 10.1126/science.1122882, Bibcode 2006Sci...311..973S).

### Articles de vulgarisation
- [Foust 2001] (en) Jeff Foust, « Moon of Uranus is demoted » [« Une lune d'Uranus déclassifiée »], Spaceflight Now,‎ 31 décembre 2001 (lire en ligne).

### Bases de données
- [Gazetteer of Planetary Nomenclature] (en) USGS/UAI, « Planet and Satellite Names and Discoverers », Gazetteer of Planetary Nomenclature, USGS Astrogeology,‎ 21 juillet 2006 (lire en ligne).

### Autres
- Profil de Perdita sur NASA's Solar System Exploration